# Zappa (scacchi)
Zappa (commercializzato anche sotto il nome Zap!Chess) è un motore scacchistico sviluppato da Anthony Cozzie, ricercatore all'Università dell'Illinois a Urbana-Champaign, presso la quale ha conseguito un dottorato in informatica. Il motore si interfaccia con il protocollo UCI, ha una buona funzione di ricerca ed è ottimizzato per l'esecuzione su sistemi multiprocessore. Le versioni meno recenti di Zappa sono disponibili gratuitamente (ma il codice sorgente non è pubblico), mentre le ultime versioni (come Zappa Mexico) sono state commercializzate.
Il nome non è una dedica diretta a Frank Zappa ma deriva, a detta dello sviluppatore, da una scena del film Austin Powers - La spia che ci provava, nel quale le sezioni della base lunare del dottor Evil si chiamano, nell'originale in inglese, Moon Unit Alpha e Moon Unit Zappa (gioco di parole sul nome della figlia maggiore di Frank Zappa, che si chiama Moon Unit). Incidentalmente, lo stesso Zappa si interessava di scacchi e a volte giocava con i membri della sua band.
Nei tornei standard a tempo Zappa ha ottenuto in totale 67 vittorie (74,3 %), 37 patte e 11 sconfitte, vincendo tre tornei, un titolo mondiale e due match contro grandi maestri umani, ottenendo premi in denaro per un totale di 10 000 $. Ad eccezione dei tornei disputati via Internet, Zappa non ha mai perso partite ufficiali se non contro Rybka.

## Storia e risultati
Nel 2003 Zappa ha partecipato al CCT5, dove si è qualificato 17º con 5/9. L'anno successivo ha ottenuto un terzo posto al CCT6 con 7/9, e nel 2005 ha finalmente vinto la competizione con 7,5/9. Altro successo in quell'anno è stato la vittoria per 3-1 in un match disputato a luglio contro il GM Jaan Ehlvest e soprattutto, nel mese successivo, una vittoria significativa al WCCC del 2005 a Reykjavík, in Islanda, con un punteggio di ben 10,5/11 e battendo i pluricampioni Junior e Shredder. Nella sezione rapid del torneo Zappa è arrivato invece secondo, dietro Shredder. Sempre nel 2005 Zappa ha vinto il 25º Dutch Open Computer Chess Championship con un punteggio di 7,5/9 ed ha ottenuto un secondo posto all'International Paderborn Computer Chess Championship. Nel 2006 Zappa ha ottenuto un secondo posto al CCT8, l'anno successivo è arrivato secondo al ICT7. Sempre nel 2007 Zappa ha vinto in Messico un match contro Rybka, con un punteggio di 5,5-4,5. Dal match si attendeva una lunga serie di patte, vista la forza dei due motori, ma i differenti stili di gioco hanno dato vita ad un match interessante e combattuto. Il 26 gennaio 2008 Zappa ha ottenuto il terzo posto al CCT10 con un punteggio di 5/7. Nel marzo 2008 Anthony Cozzie ha annunciato l'abbandono dello sviluppo, sostenendo che "il progetto Zappa è terminato al 100%", sia per quanto riguarda la partecipazione ai tornei che per il rilascio di nuove versioni del software. Nel giugno 2010, Zach Wegner ha acquistato i diritti sul motore Zappa. La nuova versione del software, ribattezzata Rondo, ha vinto il WCCC 2010.